# Sutter's Mill

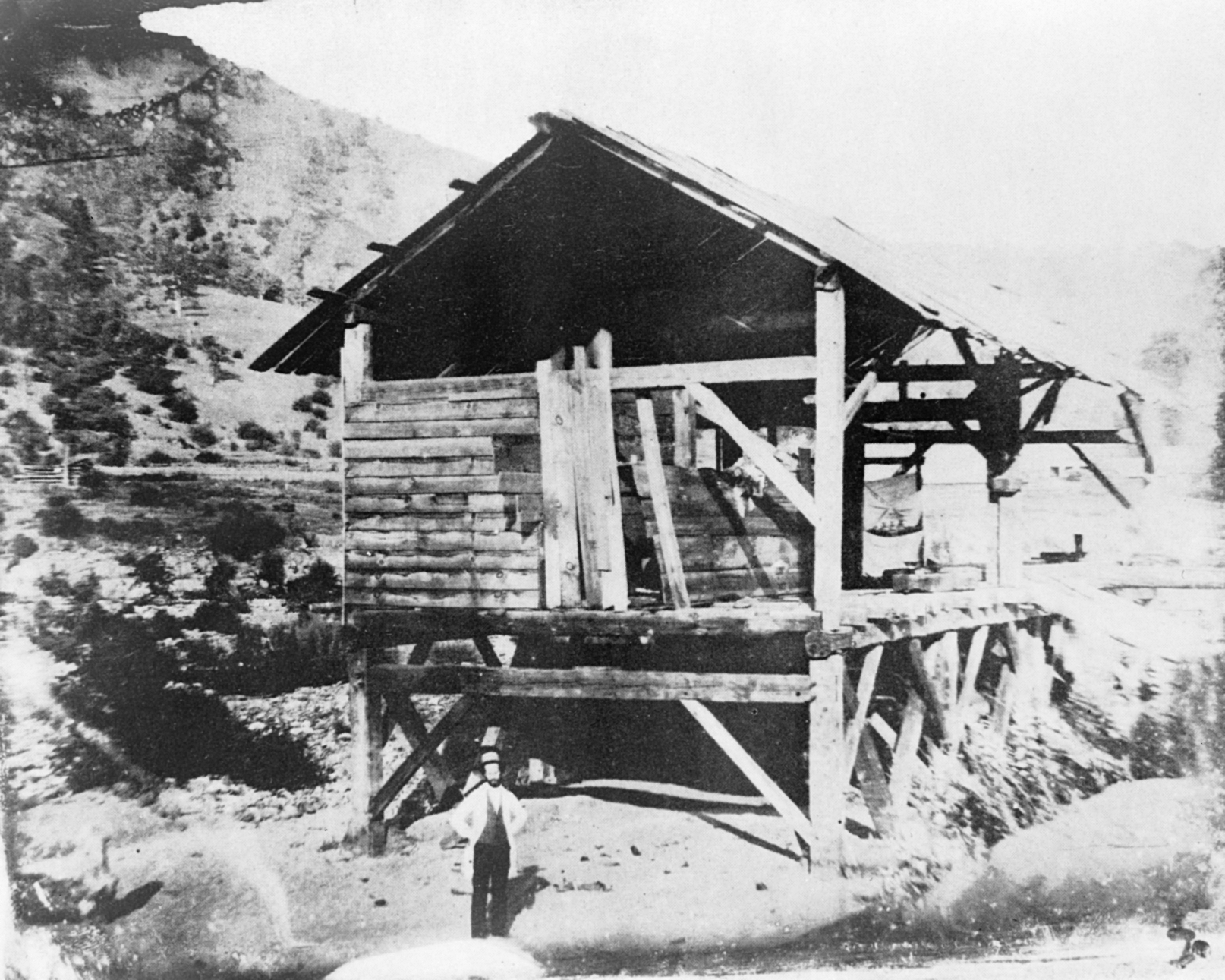
Sutter's Mill en 1850.

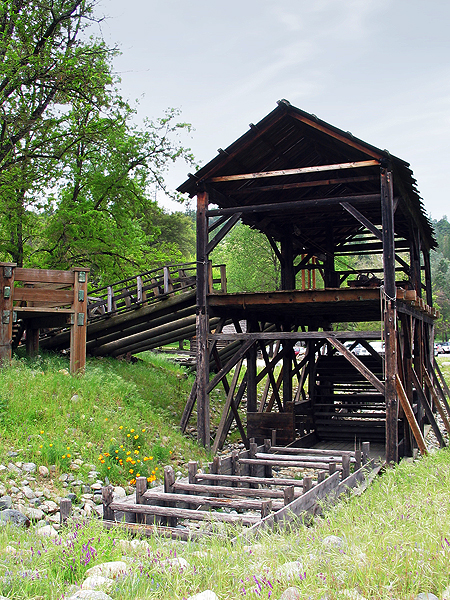
Sutter's Mill aujourd'hui.

Sutter's Mill était une scierie qui appartenait au pionnier suisse John Sutter au XIXe siècle. Elle se trouve à Coloma (Californie) ( États-Unis) sur la rive de l'American River.
Le nom de Sutter's Mill est associé à la ruée vers l'or en Californie qui eut lieu en 1848-1849. C'est en effet là qu'un employé de Sutter, James Marshall, découvrit de l'or le 24 janvier 1848.
Ce fut le point de départ d'une importante transformation de la Californie et d'une importante immigration venue de plusieurs continents de la planète.